# Гиз, Жак де
Жак де Гиз (фр. Jacques de Guyse, лат. Jacobus de Guisia, или Jacobus Guisianus; 1334 или 1340, Монс — 6 февраля 1399, Валансьен) — средневековый валлонский хронист, теолог и педагог, монах-францисканец, летописец графства Геннегау, автор «Анналов истории достославных правителей Эно».

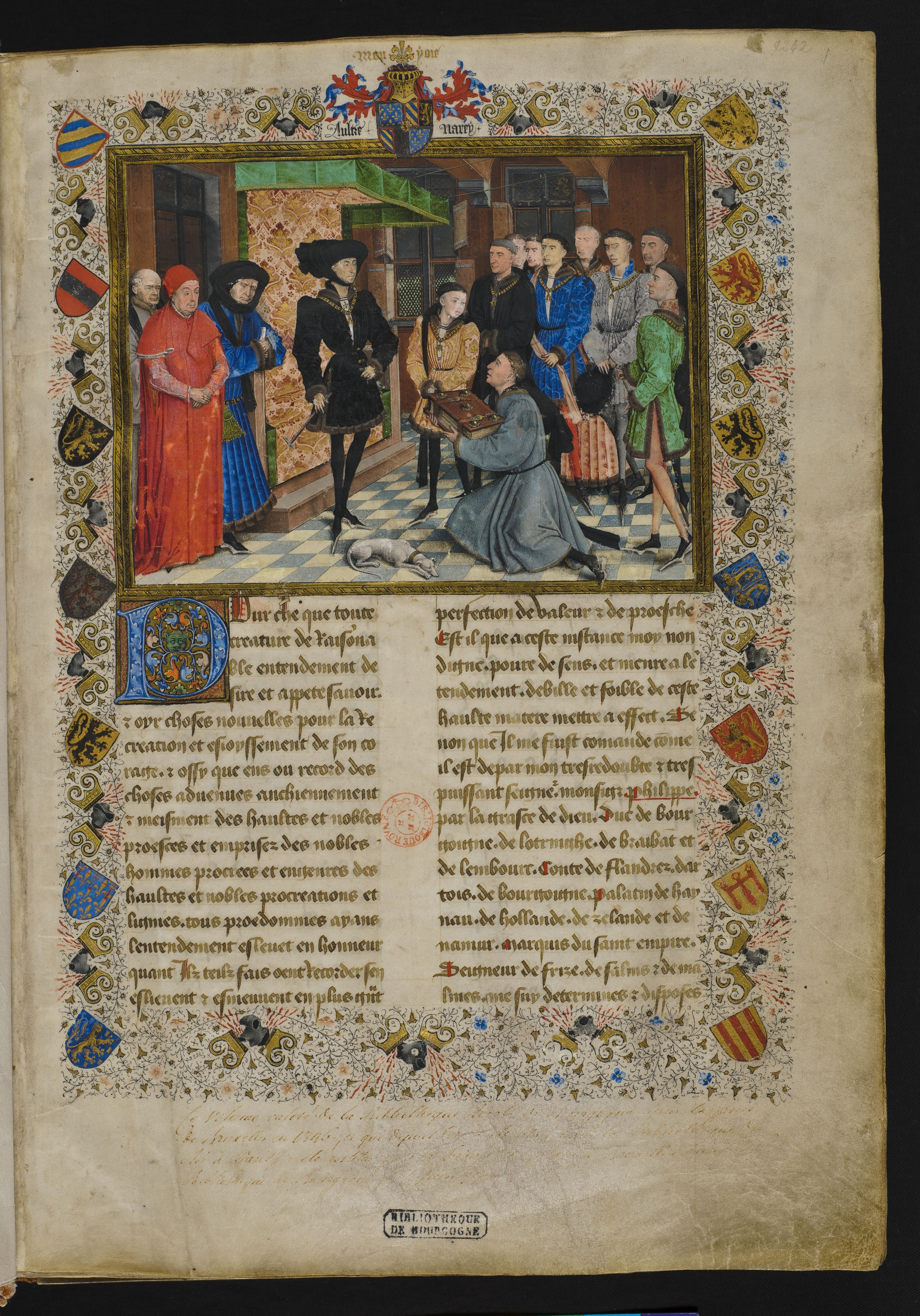
Жан Вокелин преподносит герцогу Филиппу Доброму перевод анналов Жака де Гиза. Фронтиспис рукописи анналов с миниатюрой Рогира ван дер Вейдена (1447)

## Биография
Родился в 1334 или 1340 году в Монсе в Геннегау, в дворянской семье, издавна служившей местным графам.
Вступив в юном возрасте в монашеский орден францисканцев, провёл двадцать шесть лет за пределами своей страны, изучая философию, логику, математику и механику, в частности, в Парижcком университете, где получил степень доктора теологии.
В возрасте 40 лет вернулся на родину в Эно, где, по его собственным словам, обнаружил, что богословие и прочие спекулятивные науки не пользуются авторитетом и даже презираются. Не найдя призвания на духовной стезе, обратился к историческим изысканиям, обнаружив, что Геннегау не располагает столь же обстоятельными хрониками, какие имеются у соседних государств.
Располагая материалами местных феодальных, монастырских, церковных и городских архивов, составил обстоятельную историю графства, не получившую широкой известности среди его современников, но ставшую популярной при бургундском дворе в следующем XV столетии.
Умер 6 февраля 1399 года в Валансьене. Был похоронен перед алтарем церкви Пресвятой Богородицы своими родственниками, в том числе старшим братом Николя де Гизом, соорудившим ему мраморное надгробие, на которой доктор Жак изображён с книгой в руке. Известна также латинская эпитафия, составленная самим Жаком де Гизом, сохранившаяся в рукописи № 5995 из Королевской библиотеки Бельгии.

## Сочинения
Основным историческим сочинением Жака де Гиза являются «Анналы истории достославных правителей Эно» (лат. Annales Historiae Illustrium Principum Hannoniae), написанные между 1390 и 1397 годами на латыни в трёх частях и 7 книгах.
«Анналы Эно», посвящённые графу Альберу I из династии Виттельсбахов, начинают историю Геннегау со времён Троянской войны, доводя её до 1254 года, и являются первым в западноевропейской средневековой историографии сочинением, наиболее полно отражающим местную историческую традицию. Автор их нередко выходит за местные рамки, сообщая о событиях во Франции, Бургундии и северных землях.
Основным источником де Гизу послужила латинская прозаическая «Хроника Эно» (лат. Chronica Hannoniae), составленная в конце XII столетия Жильбером из Монса, каноником графа Геннегау Бодуэна V, охватывающая события с 1050 по 1195 год. Помимо неё, он пользовался всемирными хрониками Сигеберта из Жамблу (нач. XII в.), Гелинанда из Фруамона (нач. XIII в.) и Бодуэна Авенского (кон. XIII в.).
Наряду с историческими фактами, в анналах де Гиза содержится немало легенд, в частности, о троянском происхождении предков герцогов Бургундии, в частности, от мифического Бавона (Bavo), двоюродного брата царя Приама, якобы основавшего в 1192 или 1176 году до н. э. город Belges в 15 км от Валансьена (совр. Баве во франц. департаменте Нор), от которого якобы произошло название всей страны.
Несмотря на то, что ещё Марк Анней Лукан в I веке н. э. указывал, что галльское племя арвернов считало троянцев своими предками, зафиксированная де Гизом историко-генеалогическая легенда подверглась разгромной критике в работах исследователей первой пол. XIX века, в частности, М. Сен-Марк Жерардина и М. Ренуара.
Рассматривая легендарную традицию происхождения белгов и Бельгии, де Гиз ссылается на таких античных классиков, как Юлий Цезарь, Светоний, Павел Орозий, а также средневековых авторов вроде Григория Турского (VI в.), Гальфрида Монмутского (XII в.) и Бартелеми де Гланвилля (первая пол. XIV в.). Уникальными являются также его упоминания и ссылки на местных средневековых хронистов, сочинения которых не дошли до нас, в частности, Гуго де Туля, Николя Руклери, Люциуса Тонгре и Клерембо, существование которых, однако, вызывает сомнения у некоторых историков-медиевистов.

## Перевод и публикация
Анналы де Гиза, не получившие широкого признания при жизни автора и вскоре забытые, привлекли в середине XV века внимание образованных кругов бургундского двора, стремившихся обосновать право своих государей на владение землями Эно. Между 1446 и 1448 годами клирик, книготорговец и переводчик из Монса Жан Вокелин выполнил по заказу Симона Нокара, бальи Геннегау и советника  герцога Бургундии Филиппа Доброго упрощённый перевод латинских анналов де Гиза на среднефранцузский язык, объединив их с «Хроникой герцогов Лотарингии и Брабанта» (лат. Chronica ducum Lotharingiae et Brabantiae) Эдмонда из Дюнтера. Рукопись перевода была иллюминирована красочными миниатюрами группой художников во главе с Жаном Дре.
Этот перевод был опубликован в 1531—1532 годах в трёх томах издателем Жаком де Люссахом под заглавием «Хроники и анналы Эно» (фр. Croniques et Annales de Haynnau), с некоторыми сокращениями. В 1826 году историком Агриколой-Жозефом д'Урбаном, маркизом Фортиа, предпринято было 19-томное комментированное переиздание анналов де Гиза, в переводе на французский и в латинском оригинале.
В собраниях ведущих западноевропейских библиотек сохранилось немало рукописей сочинения де Гиза, к примеру, в одной только Бодлианской библиотеке Оксфордского университета числится четыре манускрипта конца XV века из коллекции Холкхем-Холла. Старейшие рукописи хранятся в фондах муниципальной библиотеки Валансьена, Национальной библиотеки Франции (Париж) и Австрийской национальной библиотеки (Вена).
Новейшее научное издание анналов подготовлено было в 2000 году Кристианом ван дер Бергеном-Пантенсом по рукописи KBR 9242 из собрания Королевской библиотеки Бельгии.

## Издания
- Histoire de Hainaut, par Jacques de Guyse, traduite en français avec le texte latin en regard, et accompagnée de notes, éd. Marquis de Fortia d'Urban, 22 vol. — Paris: Sautelet; Bruxelles: Lacrosse, 1826—1838. — (Le texte est publié pour la première fois sur deux manuscrits de la Bibliothèque du Roi).
- Iacobi de Guisia annales historiae illustrium principum Hanoniae. Supplementa tomorum XVI—XXV. Hrsg. von Oswald Holder-Egger // Monumenta Germaniae Historica (Scriptores). — Tomus XXVI. — Hannover, 1896. — S. 44–334.
- Les Chroniques de Hainaut, ou, Les ambitions d'un prince bourguignon sous la direction de Pierre Cockshaw, éditée par Christiane van den Bergen-Pantens. — Turnhout: Brepols, 2000. — 288 p. — ISBN 2-503-50924-X.